# Zhemu (sockenhuvudort i Kina, Hubei Sheng, lat 29,59, long 113,14)
Zhemu (kinesiska: 柘木, 柘木乡) är en sockenhuvudort i Kina. Den ligger i provinsen Hubei, i den centrala delen av landet, omkring 160 kilometer sydväst om provinshuvudstaden Wuhan. Antalet invånare är 59 068. Befolkningen består av 27 578 kvinnor och 31 490 män. Barn under 15 år utgör 20,0 %, vuxna 15-64 år 70 %, och äldre över 65 år 8,0 %.
Runt Zhemu är det mycket tätbefolkat, med 1 463 invånare per kvadratkilometer. Närmaste större samhälle är Liulinzhou, 19,3 km sydväst om Zhemu. Trakten runt Zhemu består till största delen av jordbruksmark.
Genomsnittlig årsnederbörd är 1 758 millimeter. Den regnigaste månaden är maj, med i genomsnitt 229 mm nederbörd, och den torraste är december, med 39 mm nederbörd.